# متلازمة ليدل
متلازمة ليدل هي اضطراب وراثي موروث بطريقة صبغية جسمية سائدة. وهي تتميز بارتفاع ضغط الدم في وقت مبكر من العمر ويكون شديدًا في الغالب ومرتبط بنشاط منخفض للرينين في البلازما، والقلاء الاستقلابي، وانخفاض مستوى البوتاسيوم في الدم، ومستويات منخفضة أو طبيعية للألدوستيرون. تتضمن متلازمة ليدل وظائف غير طبيعية للكلى، إذ يزيد امتصاص الصوديوم وفقدان البوتاسيوم من النبيبات الكلوية، وتُعالج بمزيج من نظام غذائي منخفض الصوديوم ومدرات البول الموفرة البوتاسيوم (مثل الأميلورايد). تُعد هذه المتلازمة نادرة للغاية، إذ أُبلغ عن أقل من 30 حالة عائلية أو معزولة في جميع أنحاء العالم بدءًا من عام 2008.

## العلامات والأعراض
لا تظهر أي أعراض على الأطفال المصابين بمتلازمة ليدل في أغلب الأحيان. أول دلالة على المتلازمة هي في الغالب الاكتشاف العارض لارتفاع ضغط الدم أثناء الفحص البدني الروتيني. نظرًا لأن هذه المتلازمة نادرة، فقد يأخذها الطبيب في الاعتبار فقط بعد عدم استجابة ضغط دم الطفل المرتفع للأدوية الخافضة لضغط الدم.
يمكن أن يظهر على البالغين أعراض لا نوعية لانخفاض مستوى البوتاسيوم في الدم، والتي قد تشمل الضعف، أو الإجهاد، أو الخفقان، أو الضعف العضلي (ضيق في التنفس، أو الإمساك/الانتفاخ البطني، أو عدم تحمل التمرينات الرياضية). أيضًا يمكن أن يصبح ارتفاع ضغط الدم طويل الأمد من الأعراض.

## السبب
مسبب هذه المتلازمة هو عدم انتظام قناة الصوديوم الظهارية (ENaC) بسبب طفرة جينية في موضع (16p13-p12). توجد هذه القنوات على أسطح الخلايا الظهارية الموجودة في الكلى والرئتين والغدد العرقية. تنقل هذه القنوات الصوديوم إلى داخل الخلايا. تغير الطفرة موضعًا في القناة، فتصبح غير قادرة على التحلل بشكل صحيح من قبل النظام البروتوزمي اليوبيكويتيني. يُحذف نموذج PY في البروتين على وجه التحديد أو يتغير، فلا يتعرف أنزيم الليغاز (Nedd4) على القناة. يؤدي فقدان هذه القدرة على التحلل إلى وجود كميات كبيرة من القنوات بشكل مزمن في القناة الجامعة. ينتج عن هذا حالة تشبه فرط الألدوستيرونية لأن الألدوستيرون عادة ما يكون مسؤولاً عن تكوين هذه القنوات وإدخالها. تؤدي زيادة امتصاص الصوديوم إلى زيادة امتصاص الماء وارتفاع ضغط الدم بسبب زيادة حجم السائل خارج الخلوي.

## التشخيص
عادة ما ينطوي تقييم الطفل المصاب بارتفاع ضغط الدم على تحليل كهرليات الدم، ومستوى الألدوستيرون في الدم، بالإضافة إلى عدة اختبارات أخرى. عادةً ما يكون مستوى الصوديوم في مصل الدم في متلازمة ليدل مرتفعًا، ومستوى البوتاسيوم في مصل الدم قليل، ومستوى البيكربونات في مصل الدم مرتفعًا. توجد هذه النتائج أيضًا في فرط الألدوستيرونية، وهو سبب نادر آخر لارتفاع ضغط الدم في الأطفال. فرط الألدوستيرونية الأساسي (المعروف أيضًا باسم متلازمة كون) يحدث بسبب ورم بالغدة الكظرية مفرز للألدوستيرون (ورم غدي) أو فرط تنسج الغدة الكظرية. تكون مستويات الألدوستيرون مرتفعة في فرط الألدوستيرونية، وتكون منخفضة أو طبيعية في متلازمة ليدل.
يمكن طلب دراسة وراثية لتسلسل قنوات الصوديوم الظهارية للكشف عن الطفرات (الحذف، الإدخال، الطفرات المغلطة) والحصول على التشخيص.

## العلاج
تعالَج المتلازمة باتباع نظام غذائي منخفض الصوديوم (قليل الملح) ومدرات البول الموفرة للبوتاسيوم، التي تسد قنوات الصوديوم مباشرة. تشمل مدرات البول الموفرة للبوتاسيوم الفعالة لهذا الغرض الأميلورايد والتريميتيرين. لا يعد سبيرونولاكتون فعالًا؛ لأنه يعمل من خلال تنظيم الألدوستيرون ومتلازمة ليدل لا تستجيب لهذا التنظيم. أميلورايد هو الخيار العلاجي الوحيد الآمن في الحمل. يصحح العلاج الطبي عادة كلًّا من ارتفاع ضغط الدم ونقص مستوى البوتاسيوم في الدم، ونتيجة لذلك قد لا يحتاج هؤلاء المرضى إلى أي علاج بديل للبوتاسيوم.
تُشفى متلازمة ليدل تمامًا بعد إجراء زراعة الكلى.

## التاريخ
سميت المتلازمة تيمنًا باسم الدكتور غرانت ليدل (1921-1989) عالم الغدد الصماء الأمريكي في جامعة فاندربيلت الذي وصفها في عام 1963. وصف ليدل المتلازمة في عائلة من الأشخاص يظهر فيهم ارتفاع ضغط الدم الوراثي الصبغي الجسدي السائد مع أعراض انخفاض البوتاسيوم والرينين والألدوستيرون.